# حفاز ولكنسون
محفز ويلكنسون ( كلوريدو  تريس (ثلاثي فينيل فوسفين)  الروديوم (I )
الصيغة الكيميائية للمركب هو [RhCl(PPh 3 ) 3 ]، حيث يشير 'Ph' إلى مجموعة فينيل . وهو عبارة عن مادة صلبة ذات لون بني محمر تذوب في المذيبات العضويةةمثل البنزين، .يستخدام المركب كمحفز لهدرجة الألكينات . و سبب تسمسته بهذا الأسم ( على اسم الكيميائي الحائز على جائزة نوبل السير جيفري ويلكينسون) و الذي كان أول من نشر استخدامهعلى نطاق واسع .
تاريخيًا، كان محفز ويلكنسون نموذجًا للدراسات الحفزية التي أدت إلى العديد من التطورات في هذا المجال (  مطيافية الاستقطاب المستحث بالباراهيدروجين لتحديد طبيعة الأنواع التفاعلية العابرة،  أو أحد أول التحقيقات الحركية التفصيلية التي أجراها هالبرن لتوضيح الآلية., وقد لعبت الدراسات الحفزية والعضوية المعدنية على محفز ويلكنسون أيضًا دورًا مهمًا في التطوير اللاحق لمحفزات نقل الهدرجة غير المتماثلة القائمة على الكاتيون Rh و Ru والتي وضعت الأساس للتحفيز غير المتماثل الحديث.

## البنية والخصائص الأساسية
وفقًا لتحليل حيود الأشعة السينية للبلورة المفردة، يتبنى المركب بنية مستوية مربعة مشوهة قليلاً.
عند تحليل الرابطة نجد أنه عبارة عن مركب من Rh(I)، وهو أيون معدني انتقالي d8 . من خلال قاعدة الـ 18 إلكترون ، فإن كل من الربائط الأربعة يوفر إلكترونين، بإجمالي 16 إلكترونًا. على هذا الأساس يكون المركب غير مشبع تنسيقيًا ، أي أنه قابل للارتباط بالركائز (الألكينات و H2O ). على النقيض من ذلك، يخضع IrCl(PPh 3 ) 3 لعملية سيكلوميتالات لإعطاء HIrCl(PPh 3 ) 2 (PPh 2 C 6 H 4 )، وهو مركب Ir(III) مشبع تنسيقيًا وغير نشط تحفيزيًا.
و من أجل الحصول على محفز ويلكنسون يتم عن طريق معالجة هيدرات كلوريد الروديوم (III) بكمية زائدة من ثلاثي فينيل الفوسفين في الإيثانول المكرر. يعمل ثلاثي فينيل الفوسفين كربيطة وعامل اختزال ثنائي الإلكترونين يؤكسد نفسه من حالة الأكسدة (III) إلى (V). في عملية التخليق، تصبح ثلاثة مكافئات للتريفينيل فوسفين ربيطات في المنتج، بينما يقوم المكافئ الرابع باختزال الروديوم (III) إلى الروديوم (I).
RhCl 3 (H 2 O) 3 + 4 PPh 3 → RhCl(PPh 3 ) 3 + OPPh 3 + 2 HCl + 2 H 2 O

## التطبيقات التحفيزية
يُعرف محفز ويلكنسون بشكل ممتاز بقدرته على تحفيز هدرجة الأوليفينات باستخدام الهيدروجين الجزيئي. تتضمن آلية هذا التفاعل التفكك الأولي لواحد أو اثنين من ربيطة ثلاثي فينيل الفوسفين لإعطاء معقدات تحتوي على 14 أو 12 إلكترونًا على التوالي، يليه إضافة مؤكسدة لـ H 2 إلى المعدن. و تتم عملية تكوين منتج الألكان من خلال تكوين معقد باي اللاحق للألكين، والإدخال المهاجر (نقل الهيدريد داخل الجزيء أو إدخال الأوليفين)، والإزالة الاختزالية ، على سبيل المثال:
من حيث معدلات الهدرجة، فإن درجة الاستبدال على ركيزة الأوليفين هي العامل الرئيسي، الخطوة التي تحدد المعدل في الآلية هي الإدخال في الأوليفين والذي يقتصر على العائق الفراغي الشديد حول مركز المعدن إن عملية هدرجة الألكينات من الصعب التحكم فيه بسبب الألكينات تميل إلى الاختزال إلى ألكانات، عن طريق وساطة الألكين السيس. يتفاعل الإيثيلين مع محفز ويلكنسون لإنتاج RhCl(C 2 H 4 )(PPh 3 ) 2 ، ولكنه ليس ركيزة للهدرجة.
يعمل محفز ويلكنسون على تحفيز العديد من تفاعلات الهيدرووظيفالية الأخرى بما في ذلك الأسيلة المائية ، والبورون المائي ، والسيليكا المائية للألكينات. و قد تم دراسة الهيدروبورات باستخدام الكاتيكولبوران والبيناكولوبوران . كما أنه نشط في عملية تحلل الألكينات.
يشكل محفز ويلكنسون في وجود قاعدة قوية وهيدروجين، أنواع Rh(I) تفاعلية ذات أنشطة تحفيزية متفوقة على هدرجة الألكينات الداخلية والألكينات الوظيفية المستبدلة الثلاثية.